# Mole-Richardson Company
Mole-Richardson Company ist ein US-amerikanisches Unternehmen, das im Bereich Beleuchtung und Lichtführung in der Filmindustrie führend ist.

## Geschichte
Die Mole-Richardson Company wurde 1927 von dem sizilianischen Einwanderer Peter Mole und seinen Partnern Elmer C. Richardson und dem Elektriker Fileding C. Coates gegründet. Mole war im Alter von sechs Jahren nach Buffalo, New York gezogen. Er hatte in New York City für General Electric gearbeitet und war 1923 nach Los Angeles gezogen, wo er für das Metro Goldwyn Mayer Studio arbeitete. Dort erkannte er, dass die meisten frühen Filmemacher verbesserungsfähiges Equipment benutzten und so beschloss er mit seinen beiden Partnern diesem Umstand Rechnung zu tragen. 1927 wurde die Firma schließlich in einem kleinen Laden auf dem Santa Monica Boulevard gegründet. Ihre Produkte waren leiser als die herkömmlichen Beleuchtungsgeräte und fanden daher, gerade zu Beginn des Farb- und Tonfilms, rasche Verbreitung und wurden schließlich zum Technicolor-Standard. Nur acht Jahre nach der Gründung erhielt die Firma einen Oscar für Technische Verdienste.
1951 wurde Peter Mole Präsident der SMPTE bis 1952. 1960 übernahm Warren Parker, der Schwiegersohn von Mole, die Firma. Heute leiten mit Larry Mole Parker und Mike Parker zwei Söhne von ihm die Firma. Eine Tochterfirma ist Studio Depot, ein Handel, der Filmstudios mit Equipment und Merchandise unterstützt.

## Oscars
- 1936: Oscar für technische Verdienste („for their development of the 'Solar-spot' spot lamps“)
- 1947: Oscar für technische Verdienste („For the Type 450 super high intensity carbon arc lamp“)
- 1984: Oscar für technische Verdienste: William G. Krokaugger („For the design and engineering of a portable, 12,000 watt, lighting-control dimmer for use in motion picture production“)